# Ordinariato para los fieles de rito oriental en Austria
El ordinariato para los fieles de rito oriental en Austria (en latín: Austriae y en alemán: Ordinariat für die Gläubigen der katholischen Ostkirchen in Österreich) es una circunscripción eclesiástica de la Iglesia católica en Austria. Se trata de un ordinariato oriental, inmediatamente sujeto a la Santa Sede. Desde el 6 de noviembre de 1995 su ordinario es el arzobispo cardenal Christoph Schönborn, de la Orden de Predicadores.

## Territorio y organización

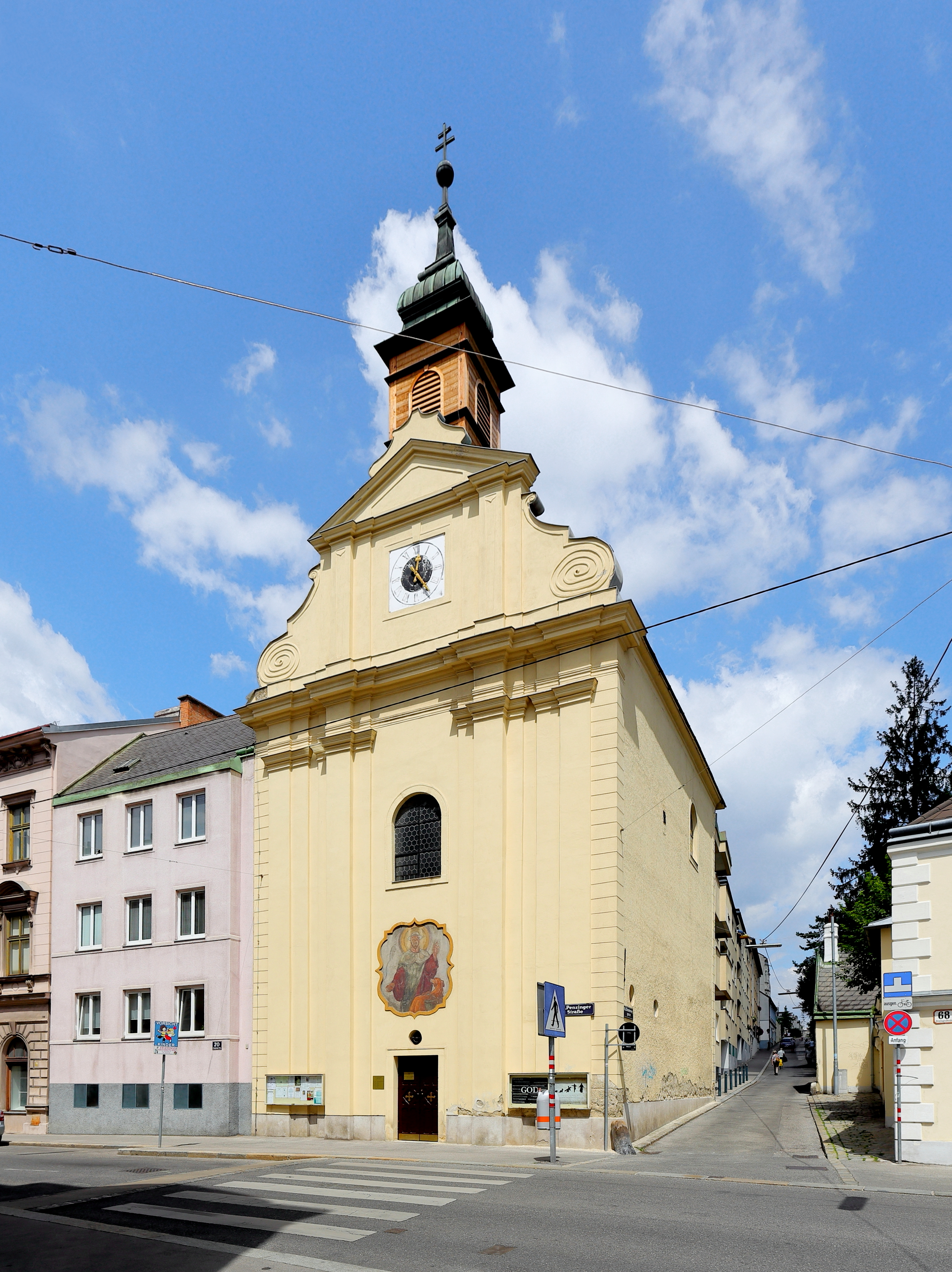
Rochuskapelle de Viena, parroquia católica rumana

El ordinariato tiene 83 871 km² y extiende su jurisdicción sobre los fieles católicos de ritos orientales residentes en todo el territorio de Austria. Existen comunidades mayores de greco-católicos ucranianos y rumanos y una menor melquita, aunque pequeños grupos bizantinos ítalo-albaneses, rutenos, griegos, búlgaros, eslovacos y húngaros también están presentes. Desde 2018 se agregaron al ordinariato comunidades siro-malabares, siro-malankaras, maronitas, caldeas, la antigua Iglesia católica armenia vienesa alrededor del monasterio mequitarista y una comunidad etiópica y eritrea.
La sede del ordinariato se encuentra en la ciudad de Viena.
En 2019 en el ordinariato oriental existía 1 parroquia: la de Santa Bárbara (en Viena).
El ordinario es regularmente el arzobispo de Viena, quien confía su administración a un vicario general (protosincelo) (Generalvikariat für die Gläubigen des byzantinischen Ritus in Österreich) con sede en Viena, quien desde 2014 es Yurij Kolasa. La misión unida rumana Misiunii Romane Unite din Viena tiene un rector: Vasile Lutai.

### Parroquia y comunidades

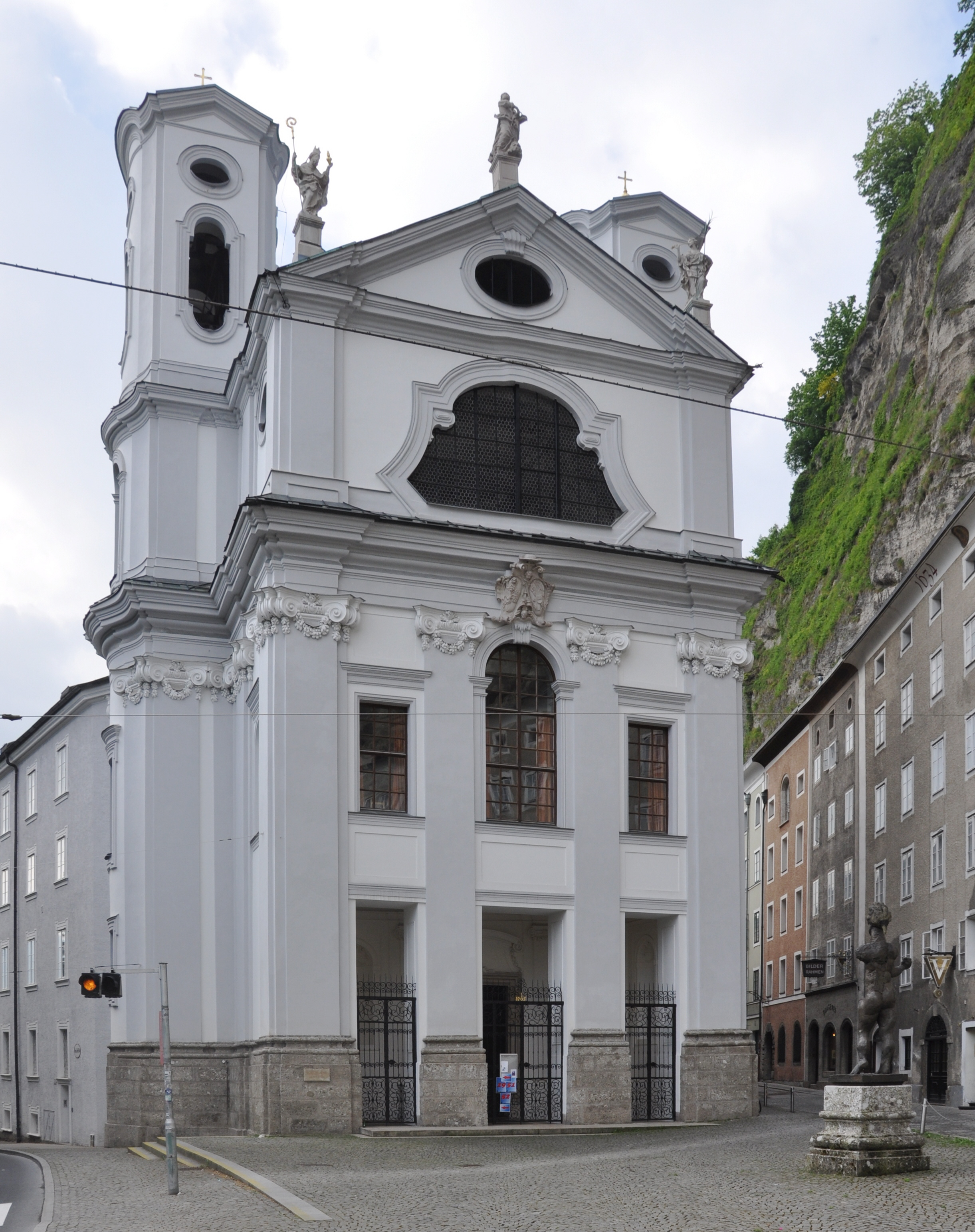
Iglesia ucraniana de Markuskirche en Salzburgo

La parroquia central greco-católica ucraniana está en la iglesia de Santa Bárbara en Viena (Zentralpfarre St. Barbara), que es a su vez la única parroquia del ordinariato (parroquia central), junto con otros servicios en Viena en: la Schlosskapelle del Internationales Theol. Institut de Trumau y en la Byzantinische Kapelle im Stift de Geras. Otras comunidades dependientes existen en Salzburgo (St. Markus Kirche, capellanía del oeste de Austria), Innsbruck (capellanía auxiliar Kapelle der Hll. Wolodymyr und Olha en el seminario internacional Collegium Canisianum), Linz (Krypta der Karmeliterkirche, capellanía de Viena), Graz (Schatzkammerkapelle der Kirche Mariahilf) y en Klagenfurt (Heiligengeistkirche). 
La misión greco-católica rumana (Misiunea Română Unită, Greco-Catolică) tiene sede en la Sankt Rokus-Kapelle de Viena (Biserica greco-catolică română din Viena) utilizando también la iglesia de San Jorge en Kagran. Otras comunidades existen en Graz (en la Nothelferkirche), Linz (Barmherzigen Schwestern), Murau (Kapuzinerkirche) y Wiener Neustadt (Capela Sf. Katharina).
La comunidad greco-católica melquita tiene sede en la Heiligenstädter Kirche St. Jakob de Viena.
Existen también comunidades bizantina católica de habla alemana que se reúnen en la iglesia de Santa Bárbara en Viena (donde cuenta con un sacerdote húngaro bizantino y otro ruteno) y en la Byzantinisches Gebetszentrum de Salzburgo.
En la década de 1950 existió en Salzburgo una pequeña comunidad católica bizantina rusa, pero desapareció luego de la muerte de su sacerdote.

## Historia
Las Iglesias greco-católicas estuvieron presentes en el Imperio austríaco ya desde el 21 de noviembre de 1611 cuando el obispo ortodoxo serbio Simeon Vratanja de la eparquía de Marča viajó a Roma y formalmente aceptó la jurisdicción del papa sobre su obispado, que eventualmente se volvió la eparquía de Križevci en 1777. A consecuencia de la incorporación de territorios ucranianos al Imperio, en 1783 fue fundada la primera parroquia greco-católica ucraniana (llamada entonces rutena) de Santa Bárbara en Viena (Barbarakirche), aprobada por el emperador José II de Austria. 
El 12 de diciembre de 1935 un decreto de la Congregación para las Iglesias Orientales dispuso que la parroquia de Santa Bárbara en Viena fuera transferida desde la archieparquía de Leópolis a la jurisdicción del arzobispo de Viena a título personal como delegado apostólico (delegatus tamquam Sanctae Sedis specialiter), es decir que no se incluyó en la arquidiócesis de Viena. El mismo decreto dispuso que todos los fieles católicos bizantinos de Austria pasasen a la jurisdicción personal del arzobispo: En erga fideles rito commorantes Byzantini multas intra Reipublicae Austriacae. 
Otro decreto del 3 de octubre de 1945 dispuso ampliar la competencia del arzobispo (facultates omnes) y el 1 de noviembre de 1945 fue designado vicario general de los católicos bizantinos en Austria. El 13 de junio de 1956 recibió la iurisdictio ordinaria et exclusiva sobre todos los fieles bizantinos de Austria (en universa Austria commorantes).
El 26 de julio de 2018 la Congregación para las Iglesias Orientales con el decreto Pastoralis cura, amplió su jurisdicción sobre todos los fieles de rito oriental residentes en Austria, con efecto a partir del 1 de octubre siguiente. Consecuentemente el nombre ordinariato para los fieles de rito bizantino en Austria fue cambiado a ordinariato para los fieles de rito oriental en Austria.

## Estadísticas
De acuerdo al Anuario Pontificio 2020 el ordinariato tenía a fines de 2019 un total de 10 000 fieles bautizados.
| Año                                                                             | Población            | Población | Población      | Sacerdotes | Sacerdotes    | Sacerdotes    | Bautizados por sacerdote | Diáconos permanentes | Religiosos | Religiosos | Parroquias |
| Año                                                                             | Bautizados católicos | Total     | % de católicos | Total      | Clero secular | Clero regular | Bautizados por sacerdote | Diáconos permanentes | Varones    | Mujeres    | Parroquias |
| ------------------------------------------------------------------------------- | -------------------- | --------- | -------------- | ---------- | ------------- | ------------- | ------------------------ | -------------------- | ---------- | ---------- | ---------- |
| 1969                                                                            | 4180                 | 4396      | 95.1           | 8          | 6             | 2             | 522                      |                      | 2          |            | 1          |
| 1980                                                                            | 3500                 | ?         | ?              | 2          | 2             |               | 1750                     | 1                    |            | 1          | 7          |
| 1990                                                                            | 4000                 | ?         | ?              | 2          | 2             |               | 2000                     |                      |            | 1          | 9          |
| 1999                                                                            | 5000                 | ?         | ?              | 5          | 5             |               | 1000                     | 1                    |            | 1          | 9          |
| 2000                                                                            | 5000                 | ?         | ?              | 5          | 5             |               | 1000                     | 1                    |            | 1          | 9          |
| 2001                                                                            | 5000                 | ?         | ?              | 6          | 6             |               | 833                      |                      |            | 1          | 9          |
| 2002                                                                            | 8000                 | ?         | ?              | 12         | 12            |               | 666                      |                      |            |            | 9          |
| 2003                                                                            | 8000                 | ?         | ?              | 12         | 12            |               | 666                      |                      |            |            | 9          |
| 2004                                                                            | 8000                 | ?         | ?              | 12         | 12            |               | 666                      |                      | 3          |            | 9          |
| 2009                                                                            | 10 000               | ?         | ?              | 23         | 23            |               | 434                      |                      |            |            | 9          |
| 2013                                                                            | 12 000               | ?         | ?              | 24         | 23            | 1             | 500                      |                      |            |            | 9          |
| 2016                                                                            | 10 000               | ?         | ?              | 22         | 21            | 1             | 454                      | 1                    | 2          |            | 1          |
| 2019                                                                            | 10 000               | ?         | ?              | 26         | 26            |               | 384                      |                      |            |            | 1          |
| Fuente: Catholic-Hierarchy, que a su vez toma los datos del Anuario Pontificio. |                      |           |                |            |               |               |                          |                      |            |            |            |

## Episcopologio
- Franz König † (13 de junio de 1956-16 de septiembre de 1985 retirado)
- Hans Hermann Groër, O.S.B. † (21 de febrero de 1987-14 de septiembre de 1995 retirado)
- Christoph Schönborn, O.P., desde el 6 de noviembre de 1995